# Mustoasă de Măderat
Mustoasa de Măderat este un soi autohton românesc de viță de vie, originar din localitatea Măderat și cultivată în podgoriile Miniș-Măderat, județul Arad. Vinurile obținute din acest soi sunt albe, cu o tărie alcoolică de circa 9,5-11%. De culoare galben-verzuie, Mustoasa de Măderat se caracterizează prin prospețime și fructozitate. Când se degustă lasă în gură o senzație de proaspăt și răcoros.

## Soi vechi românesc
Vinul a luat denumirea de la zona în care este cultivat soiul de struguri din care este produs: Măderat. În lucrarea sa “Vechi soiuri românești de viță-de-vie”, dr ing. Ion Pușcă scrie: “Cu o tradiție milenară, podgoria Miniș-Măderat este una dintre cele mai vechi și mai renumite din România. Soiul, creat în marele laborator al naturii, prin selecție populară, de locuitorii acestei zone, avea să intre în istorie sub numele de Mustoasă de Măderat”.
În legătură cu acest soi există controverse privind originea. În literatura străină este acreditată ideea că Mustoasa de Măderat ar fi unul și același cu soiul unguresc Lampor Feher, sau că provine din acest soi.

## Prospețimea vinului
Chiar și cu aceste controverse, soiul a intrat în istorie ca fiind unul destinat obținerii vinurilor albe, fiind cultivat în Crișana și Transilvania și, foarte rar, în alte zone din România. Având o aciditate destul de ridicată, vinurile se caracterizează prin multă prospețime și fructuozitate. Când se degustă, Mustoasa de Măderat lasă în gură o senzație de proaspăt, de răcoros, care, după părerea majorității specialiștilor, se aseamănă cu “aerul curat al unei dimineți de toamnă românească”.
Datorită acidității de care dispun (de peste 6 g/l), vinurile Mustoasă de Măderat pot fi folosite și pentru prepararea spumantelor de calitate sau pentru obținerea distilatelor de vin.
Doctorul Ion Pușcă recomandă ca Mustoasa de Măderat să fie consumată mai ales ca aperitiv, datorită prospețimii și fructuozității. Se potrivește cu preparatele din pește, carne din pui și brânzeturi moi.

## Strugurii
Acest soi se caracterizează printr-o creștere viguroasă, lăstarii în vârstă de un an depășesc cu ușurință 3 metri. Fiind autofertil, este cultivat în plantații mari, pure, neavând nevoie de alte soiuri polenizatoare. Strugurii cu o lungime de 15-18 cm, sunt puternic bătuți, la coacere boabele sunt deformate din cauza desimii, având o culoare verde-gălbui, cu puncte dese ruginii. În general, Mustoasa de Măderat are o producție de struguri mijlocie, media fiind de 10.000 kg/ha. Culesul are loc la sfârșitul lunii septembrie sau în prima jumătate a lunii octombrie.

## Măderat
Satul Măderat este așezat în partea de vest a României, în vestul Munților Zarandului, pe periglacisul ce îi unește cu Câmpia de Vest, acolo unde “drumul de țară de pe valea Crișului-Alb, ajungând în apropierea șesului, la Maghiarat, se despică în două și o parte o ia prin Pâncota spre mijlocul șesului, iar alta apucă spre Șiria ca să înainteze la Arad... “ (Ioan Slavici). Satul este așezat pe patru coline, care toate se întâlnesc în centrul localității, acestea fiind terasele celor două văi care străbat satul și care, după ce se unesc, pornesc spre Pâncota sub numele de Valea Sodom. Spre est, Măderatul se învecinează cu hotarul comunei Târnova, spre vest cu satul Mâsca, iar spre nord-vest cu orașul Pâncota. Spre nord, culmea Târșala, din lanțul vestic al Munților Zarandului, iar spre nord-est, Cioaca, numit în vechime Vârvuțul.